# Equador nos Jogos Pan-Americanos de 2007
O Equador competiu nos Jogos Pan-Americanos de 2007 no Rio de Janeiro, no Brasil. A delegação contou com 150 atletas, liderados pelo campeão olímpico em Atlanta 1996 Jefferson Pérez, recordista mundial na marcha atlética de 20 quilômetros e bicampeão pan-americano no Rio.

## Medalhistas

### Ouro
- Jefferson Pérez: Atletismo - 20 km de marcha atlética masculino
- Xavier Moreno: Atletismo - 50 km de marcha atlética masculino
- Equipe: Futebol masculino
- Alejandra Escobar: Levantamento de peso - até 58 kg feminino
- Seledina Nieve: Levantamento de peso - acima de 75 kg feminino

### Prata
- Jaime Saquipay: Atletismo - 20 km de marcha atlética masculino
- Mirian Elitsave Ramón: Atletismo - 20 km de marcha atlética feminino
- Roberto Ibáñez: Judô - até 66 kg masculino
- Carmen Chala: Judô - acima de 78 kg feminino

### Bronze
- Bayron Piedra: Atletismo - 1500 metros masculino
- Carlos Gangora: Boxe - Peso médio (até 75 kg)
- Julio Castillo: Boxe - Peso meio-pesado (até 81 kg)
- Jorge Quiñónez: Boxe - Peso pesado (até 91 kg)
- Andrés Heredia: Caratê - acima de 80 kg masculino
- Carmen Arias: Caratê - até 60 kg feminino
- Diana Villavicencio: Judô - até 57 kg feminino
- Ricardo Flores: Levantamento de peso - até 69 kg masculino
- Ángel Lema: Luta greco-romana - até 55 kg masculino
- Jorge Bolaños: Patinação de velocidade - Fundo masculino

## Desempenho

### Atletismo
100 metros masculino
- Franklin Nazareno - Série 3: 10s39, Semifinal 1: 10s44 → eliminado

100 metros feminino
- Yessica Perea - Série 3: 12s18 → eliminada

200 metros masculino
- Franklin Nazareno - Série 3: 20s96, Semifinal 2: 21s02 → eliminado

200 metros feminino
- Erika Chávez - Série 4: 24s47 → eliminada

400 metros feminino
- Lucy Jaramillo - Semifinal 1: 54s55 → eliminada

800 metros masculino
- Bayron Piedra - Semifinal 3: 1m48s56 → eliminado

1500 metros masculino
- Bayron Piedra - Final: 3m37s88 →  Bronze

4x100 metros feminino
- Equipe (Lorena Mina, Yessica Perea, Paola Sánchez, Erika Chávez) - Semifinal 1: 46s55 → eliminadas

4x400 metros feminino
- Equipe (Yessica Perea, Lucy Jaramillo, Paola Sánchez, Erika Chávez) - Final: 3m43s88 → eliminadas

400 metros com barreiras feminino
- Lucy Jaramillo - Semifinal 1: 1m00s30 → eliminada
- Paola Sánchez - Semifinal 2: 1m01s59 → eliminada

20 km de marcha atlética masculino
- Jefferson Pérez - Final: 1h22m08s →  Ouro
- Jaime Saquipay - Final: 1h23m28s →  Prata

20 km de marcha atlética feminino
- Mirian Elitsave Ramón - Final: 1h40m03s →  Prata
- Yadira Guaman - Final: 1h46m06s → 7º lugar

50 km de marcha atlética masculino
- Xavier Moreno - Final: 3h52m07s →  Ouro
- Mesias Zapata → desclassificado

Maratona masculino
- Silvio Guerra - Final: 2h22m38s → 10º lugar

Salto em distância masculino
- Hugo Chila - Grupo B: 7,68 m, Final: 7,60 m → 7º lugar

Salto triplo masculino
- Hugo Chila - Final: 15,71 m → 9º lugar

### Futebol
Feminino
- Fase de grupos
  - Derrota para a JAM Jamaica, 0-1
  - Derrota para o CAN Canadá, 0-4
  - Derrota para o BRA Brasil, 0-10
  - Vitória sobre o URU Uruguai, 4-2 → não avançou as semifinais

Masculino
- Fase de grupos
  - Empate com a CRC Costa Rica, 1-1
  - Vitória sobre HON Honduras, 3-2
  - Vitória sobre o BRA Brasil, 4-2
- Semifinal
  - Vitória sobre a BOL Bolívia, 1-0
- Final
  - Vitória sobre a JAM Jamaica, 2-1 →  Ouro

### Futsal
Masculino
- Fase de grupos
  - Derrota para a CRC Costa Rica, 4-6
  - Empate com os USA Estados Unidos, 3-3
  - Derrota para a ARG Argentina, 0-5
- Classificação 5º-8º lugar
  - Derrota para CUB Cuba, 4-5
- Disputa pelo 7º lugar
  - Derrota para a GUA Guatemala, 3-7 → 8º lugar

### Natação
Maratona aquática 10 km feminina
- Nataly Caldas Calle: 11º lugar, 2:29:24.2
- Michel Tixe Cobos: 13º lugar, 2:47:34.2